# أكيرا تاكيوتشي
أكيرا تاكيوتشي (باليابانية: 竹内 彬) (18 يونيو 1983 في يوكوهاما في اليابان – )؛ هو لاعب كرة قدم ياباني سابق كان يلعب كمدافع.

## وصلات خارجية
- أكيرا تاكيوتشي على موقع رابطة كرة القدم اليابانية للمحترفين (اليابانية)
- أكيرا تاكيوتشي على موقع قاعدة بيانات كرة القدم.إي يو (الإنجليزية)
- أكيرا تاكيوتشي على موقع Soccerway.com (الإنجليزية)
- أكيرا تاكيوتشي على موقع عالم كرة القدم.نت (الإنجليزية)